# Jeff Groth
Jeff Groth (* 20. Jahrhundert) ist ein US-amerikanischer Filmeditor.

## Leben
Groth begann seine Laufbahn als Schnittassistent ab Mitte der 1990er-Jahre. Seit 1999 ist er als eigenständiger Editor tätig. Sein Schaffen im Bereich Filmschnitt umfasst 30 Kino- und Fernsehproduktionen. Beginnend mit Hangover 3 aus dem Jahr 2013 arbeitet er regelmäßig mit Regisseur Todd Phillips zusammen. Zuvor hatte Groth am Schnitt von Project X mitgewirkt, bei dem wiederum Phillips als Produzent beteiligt war. Bisheriger künstlerischer wie kommerzieller Höhepunkt ihres gemeinsamen Schaffens ist Joker aus dem Jahr 2019.
Für seine Arbeit an Joker wurde Groth 2019 für den Satellite Award nominiert und 2020 für den Oscar in der Kategorie Bester Schnitt. Außerdem erhielt er eine Nominierung für den British Academy Film Award und seine zweite Nominierung für den Eddie der American Cinema Editors.

## Filmografie (Auswahl)
- 2008: Religulous
- 2008–2010: Entourage (Fernsehserie)
- 2009–2010: Community (Fernsehserie)
- 2012: Project X
- 2013: Hangover 3 (Hangover III)
- 2015: Die Trauzeugen AG (The Wedding Ringer)
- 2015: Entourage
- 2016: War Dogs
- 2016: Office Christmas Party
- 2019: Joker
- 2021: Cherry – Das Ende aller Unschuld
- 2022: The Gray Man
- 2024: Joker: Folie à Deux
- 2024: Better Man – Die Robbie Williams Story (Better Man)